# Crew-Scheduling
Das Crew-Scheduling ist ein Planungsabschnitt beim Erstellen eines Flugplans  einer Fluggesellschaft. Dabei wird möglichst kostengünstig über die Zusammensetzung der Crew und ihrer Zuordnung zu einzelnen Flügen entschieden. Das Problem wird in der Regel in zwei Phasen gelöst. In der ersten, dem Crew-Pairing werden möglichst kostengünstig Flugfolgen (Pairing) bestimmt, die von jeweils einer Crew an möglichst einem Arbeitstag bewältigt werden können. In der anschließenden Phase, dem Crew-Rostering, wird jedem Pairing eine Crew zugeordnet. Dabei sind tarifrechtliche und gesetzliche Auflagen einzuhalten und es kann auf Wünsche des Personals eingegangen werden. Dem Crew-Scheduling geht die Flugzeugzuweisung, bei der den Flügen der Fluggesellschaft mit dem Fleet-Assignment Flugzeugtyp und mit dem Tail-Assignment das konkrete Flugzeug zugeordnet wird, voraus.
Da die Personalkosten des fliegenden Personals nach den Kerosinkosten den zweitgrößten Anteil der Gesamtkosten von  Fluggesellschaften einnehmen, ist beim Crew-Scheduling ein großes Einsparpotential gegeben.

## Crew-Pairing
siehe Crew-Pairing

## Crew-Rostering
Beim Crew-Rostering werden zwei Verfahren unterschieden. Beim in Nordamerika verbreiteten Bidline System können die Mitarbeiter – gewichtet nach ihrem Dienstalter – selbst aus dem fertigen, meist monatlichen, Dienstplan über ihre persönlichen Einsatzpläne abstimmen. In Europa geschieht dies meistens unter Berücksichtigung von Wünschen der Belegschaft und anderen Bedingungen direkt durch die Fluggesellschaft.